# Aloguinsan
Aloguinsan is een gemeente in de Filipijnse provincie Cebu op het gelijknamige eiland. Bij de census van 2015 telde de gemeente ruim 32 duizend inwoners.

## Geografie

### Bestuurlijke indeling
Aloguinsan is onderverdeeld in de volgende 15 barangays:
| - Angilan - Bojo - Bonbon - Esperanza - Kandingan - Kantabogon - Kawasan - Olango | - Poblacion - Punay - Rosario - Saksak - Tampa-an - Toyokon - Zaragosa |

## Demografie
Aloguinsan had bij de census van 2015 een inwoneraantal van 32.100 mensen. Dit waren 4.450 mensen (16,1%) meer dan bij de vorige census van 2010. Ten opzichte van de census van 2000 was het aantal inwoners gegroeid met 7.920 mensen (32,8%). De gemiddelde jaarlijkse groei in die periode kwam daarmee uit op 1,88%, hetgeen hoger was dan het landelijk jaarlijks gemiddelde over deze periode (1,72%).

De bevolkingsdichtheid van Aloguinsan was ten tijde van de laatste census, met 32.100 inwoners op 61,92 km², 518,4 mensen per km².